# Alberto da Sarteano
Alberto Berdini (anche noto come Alberto da Sarteano) (Sarteano, 1385 – Milano, 15 agosto 1450) è stato un francescano italiano, venerato come beato dalla Chiesa cattolica.

## Biografia
Alberto aderì all'Osservanza (1415), fu discepolo del Guarino a Verona (1422) e seguì e imitò nella predicazione Bernardino da Siena. Con quest'ultimo e con Bernardino da Feltre contribuì alla diffusione del culto del Santissimo Nome di Gesù.
Nel 1439 fu inviato da papa Eugenio IV a consegnare una lettera ai cristiani copti, in modo che potessero partecipare al Concilio di Firenze e partecipare agli sforzi in corso per unire tutte le chiese cristiane. Tornò in Italia il 26 agosto 1441 con quattro etiopi copti, anche se alla fine gli sforzi di ricongiungimento si rivelarono infruttuosi.
Dal 1442 al 1443 divenne vicario generale dell'Ordine dei frati minori. Morì a Milano il 15 agosto 1450 nel convento francescano di Sant'Angelo.

## Culto
Alberto (Berdini) da Sarteano è venerato come beato; la Chiesa cattolica lo ricorda il 15 agosto.